# Vordere Karlesspitze (Ötztaler Alpen)
De Vordere Karlesspitze is een 3230 meter hoge bergtop in de Ötztaler Alpen op de grens tussen het Oostenrijkse Tirol en het Italiaanse Zuid-Tirol.
De berg ligt in de Weißkam aan de rand van de Weißseeferner en behoort samen met de naburige, 3160 meter hoge Hintere Karlesspitze tot de zogenaamde Falginer Karlesspitzen. Deze Vordere Karlesspitze moet niet worden verward met de gelijknamige berg in de Stubaier Alpen, of met de 3462 meter hoge Karlesspitze in de Schnalskam van de Ötztaler Alpen.